# Eiskarlspitze
Eiskarlspitze är ett berg i Österrike.   Det ligger i distriktet Schwaz och förbundslandet Tyrolen, i den västra delen av landet, 400 km väster om huvudstaden Wien. Toppen på Eiskarlspitze är 2 199 meter över havet.
Terrängen runt Eiskarlspitze är huvudsakligen bergig. Runt Eiskarlspitze är det ganska glesbefolkat, med 42 invånare per kvadratkilometer.. Närmaste större samhälle är Innsbruck, 17,8 km sydväst om Eiskarlspitze. 
Trakten runt Eiskarlspitze består i huvudsak av gräsmarker.